# Super Smash Bros. Ultimate
Super Smash Bros. Ultimate – gra komputerowa z serii Super Smash Bros. wyprodukowana przez Bandai Namco Studios oraz Sora Ltd. i wydana przez Nintendo na konsolę Nintendo Switch. Gra jest piątą częścią serii po Super Smash Bros. for Wii U oraz Super Smash Bros. for 3DS. Celem graczy jest atakowanie przeciwników, tak aby wyrzucić ich poza arenę. Gra zawiera wiele trybów rozgrywki, w tym kampanię dla jednego gracza oraz tryby wieloosobowe. Ultimate oferuje wszystkie postacie z każdej poprzedniej części serii, wliczając wielu bohaterów stworzonych przez Nintendo oraz inne studia, dodano też kilku nowych.

## Postacie
W dniu premiery udostępniono 69 postaci, z czego tylko 8 jest dostępnych na początku, każdą kolejną trzeba odblokować. Ponadto zapowiedziano jedną dodatkową postać dla osób, które zakupią grę oraz aktywują należne im punkty na stronie Nintendo przed 31 stycznia 2019. Zapowiedziano także, że 5 postaci zostanie wydane później do lutego 2020 roku w formie płatnych dodatków. Postacie, których zestawy ruchów bazują na innych wojownikach w grze otrzymały miano echo fighters co oznacza, że liczba całkowicie unikalnych postaci wynosi 69.

### Postacie dostępne w płatnych dodatkach
Pierwszym dodatkowym wojownikiem był Piranha Plant, dostępny dla osób, które kupiły grę przed 31 stycznia 2019 i aktywowały należne im punkty w sklepie Nintendo. Dla pozostałych osób Piranha Plant dostępny jest jako osobny płatny dodatek. Ponadto zapowiedziano jeszcze 5 innych postaci, które będą dostępne osobno lub w zestawie Fighter Pass za odpowiednią opłatą. Zapowiedziano, że wszystkie zostaną wydane do lutego 2020 roku. Pierwszą z nich ogłoszono na gali The Game Awards 2018. Był to Joker z gry Persona 5, który został dodany do gry 18 kwietnia 2019 roku wraz z innymi dodatkami i przedmiotami. 31 lipca 2019 dodano do gry postać Hero z serii Dragon Quest. 4 września 2019 podczas Nintendo Direct ogłoszono, że wraz z nową aktualizacją w grze pojawią się Banjo i Kazooie. Ujawniono wtedy również kolejną postać należącą do pakietu „Fighter Pass”, czyli Terry’ego Bogarda z serii Fatal Fury oraz The King of Fighters '94, który pojawił się w grze 6 listopada 2019 wraz z resztą zawartości powiązanych z postacią. 14 stycznia 2020 roku zapowiedziano piątą postać, Byleth z gry Fire Emblem: Three Houses oraz drugi Fighter Pass, w którego skład będzie wchodziło 6 nowych postaci. 29 czerwca została wydana pierwsza postać drugiej odsłony Fighter Passa, Min Min z gry ARMS, w 14 października wydana druga postać, Steve z gry Minecraft. 10 grudnia została zapowiedziana trzecia postać, Sephiroth z serii Final Fantasy, a w 14 lutego zapowiedzieli czwartą postać, Pyra i Mythra z gry Xenoblade Cronicles 2.

## Rozgrywka
W grę może grać aż do 8 osób na jednej planszy. Każdy gracz ma swój procentowy wskaźnik, który zwiększa się z każdymi odniesionymi obrażeniami – im wskaźnik dłuższy tym łatwiej jest tę osobę wyrzucić poza arenę. W bitwach można skonfigurować jeden z trzech sposobów na wygraną: czasowa, gdzie gracze muszą wygrać poprzez zdobycie jak największej liczby punktów w wyznaczonym czasie, tryb stock, polegający na tym, że każdy gracz ma wyznaczoną liczbę żyć i gra kończy się, dopiero gdy jedna osoba zostanie na arenie z co najmniej jednym życiem oraz tryb stamina, w którym każdy z graczy ma określoną liczbę punktów zdrowia, które przeciwnicy muszą obniżyć do zera. Gracze mogą dostosowywać zasady gry do swoich upodobań oraz mają możliwość zapisania ich jako szablonu.
W czasie gry można zdobywać różne przedmioty, które mogą pomóc w atakowaniu wroga lub wzmacniać własne akcje. Można napotkać na takie przedmioty jak pokeballe, z których można przyzwać losowego Pokémona stającego do walki lub tzw. Assist Trophies, które przywołują inne losowe niegrywalne postacie z różnych innych gier komputerowych. Takich pomocników można także zbić z mapy, co sprawia, że przeciwnik może się wzbogacić o punkt. Każda postać ma swój specjalny atak zwany Final Smash, który może zostać aktywowany poprzez zniszczenie kuli Smash Ball lub w alternatywnym ustawieniu gry, kiedy naładowany zostanie pasek mocy. Każdy z przedmiotów może zostać wyłączony w ustawieniach gry. W grze znajdują się 103 mapy, które mają dodatkowo dwie formy: Battliefield i Omega. Można na nich wyłączyć utrudnienia, które mogą się pojawiać losowo na danej planszy. W tej odsłonie została wprowadzona opcja o nazwie Stage Morph, która polega na wybraniu dwóch map przed rozpoczęciem rozgrywki. W trakcie gry dochodzi do zmiany mapy z pierwszej na drugą.
Oprócz powracających trybów takich jak Classic oraz Special Smash pojawiły się nowe tryby takie jak Smashdown, gdzie każdy bohater może być wybrany tylko raz, Squad Strike, gdzie gracze walczą w drużynach złożonych z różnych bohaterów oraz tryb Tournament, w którym maksymalnie 32 graczy może zagrać w turnieju, gdzie mecze ustawiane są według z góry ustalonego harmonogramu. Kolejnym trybem jest Spirits, który zastępuje trofea do kolekcjonowania z poprzednich gier. W tym trybie pojawia się wiele postaci z innych gier reprezentowanych jako dusze, które po przyłączeniu do grywalnego bohatera wzmacniają jego statystyki lub właściwości. Można w nim walczyć z przeciwnikami kierowanymi przez sztuczną inteligencję lub z innymi graczami, aby zdobyć nowe dusze. Mechanika z tego trybu została użyta w trybie przygodowym dla jednego gracza, który nazwano World of Light, gdzie gracz porusza się po świecie i walczy z przeciwnikami w celu ratowania bohaterów i dusz. 30 maja 2019 dodano tryb wirtualnej rzeczywistości dla dedykowanych gogli o nazwie Toy-Con VR Goggles, w których można obserwować walki na wybranych arenach. 5 października 2019 został dodany tryb Home Run Contest. Celem trybu jest jak najsilniejsze okładanie pięściami worka treningowego, a następnie uderzenie go kijem bejsbolowym tak, aby worek poleciał na jak największą odległość.
Gra wspiera także rozgrywkę wieloosobową na jednej konsoli, grę lokalną bezprzewodową na kilku konsolach oraz tryb online używając sieci Wi-Fi lub LAN. Poprzez pokonywanie innych graczy można zdobywać odznaki z nazwą pokonanego, a następnie wymieniać je na walutę dostępną w grze. Wirtualną walutę można przeznaczyć na kupno nowych dusz, muzyki oraz ubrania dla Mii Fighterów. Gra oprócz zwykłych kontrolerów przeznaczonych dla Nintendo Switch obsługuje także kontrolery konsoli GameCube, które można podłączyć za pomocą specjalnego adaptera na USB. Gra podobnie jak poprzednia część serii obsługuje także figurki Amiibo, które można zeskanować do gry za pomocą czytnika NFC, co daje graczowi możliwość rozwijania zeskanowanej postaci, by stawała się coraz silniejsza.

## Odbiór
Według stanu z 31 marca 2022 roku gra sprzedała się w 28,17 milionach egzemplarzy.